# 威富公司
威富公司（英語：VF Corporation，前稱：Vanity Fair Mills）是一家美國的跨國服飾公司，其總部位在美國科羅拉多州丹佛。威富创立于1899年的宾夕法尼亚州里丁市，前身是一家手套制造商，1919年更名为Vanity Fair丝织厂，1969年在纽约证券交易所上市。該公司名列標準普爾500指數。該公司旗下有JanSport、Eastpak、Timberland、The North Face等30多個品牌。

## 品牌

### 工作服
- Red Kap（英语：Red Kap）
- Horace Small (The Force)
- Bulwark Protective Apparel（英语：Bulwark Protective Apparel）

### 戶外與極限運動
- Altra
- Eastpak
- JanSport
- Kipling（英语：Kipling (brand)）
- The North Face
- Outdoor Products
- Napapijri（英语：Napapijri）
- Vans
- Eagle Creek（英语：Eagle Creek (company)）
- SmartWool（英语：SmartWool）
- Timberland
- 露西運動服（英语：Lucy Activewear）
- Dickies

### 運動服飾
- Kipling

## 名牌折扣商場
- VF Outlet
- VF Outlet Center
- VF Outlet, Inc.

## 外部鏈結
- VF Corporation (VFC)
- - VF Corporation的商業數據：Google Finance
  - Yahoo! Finance
  - Reuters
  -  SEC filings